# TV 4 (Trinidad e Tobago)
Education Channel TV 4 è un'emittente televisiva di Trinidad e Tobago con sede a Morvant.

## Storia
Negli anni settanta i veterani della radio e della televisione Bobby Thomas, Bryan Waller e i fratelli Arnold e Dale Kolasingh crearono la Audio Visual Media Caribbean Ltd (AVM), una casa di produzione di pubblicità e programmi di attualità locale. Nel 1990 la AVM Caribbean fu trasformata in AVM Television. Prima che le trasmissioni televisive esordissero, però, nel Paese ebbe luogo un tentativo di colpo di Stato, durante il quale l'edificio a Morvant, dove erano alloggiate le strutture della società, fu saccheggiato, subendo una perdita di attrezzature. Il 15 gennaio 1992 AVM Television finalmente debuttò, divenendo il secondo canale televisivo privato a Trinidad e Tobago (il primo era stato Caribbean Communications Network Channels 6 & 18 – CCN TV6). AVM era conosciuta soprattutto per la pubblicità e per i programmi locali come Good Morning T&T, The Midday Show, Head Start, On Track, Caribbean Sports Digest, Words, Books & Letters, Cross Country, Painting for Pleasure e Distance Learning TV, che erano prodotti dalla società Public Service Announcement, che aveva sede negli Stati Uniti.
Occasionalmente nel fine settimana, dopo la chiusura dei propri programmi, AVM Television mandava in onda Sci-Fi Channel e USA Network in simulcast.
Benché il canale registrasse degli ascolti, risultava molto in perdita a causa di introiti pubblicitari insufficienti. Non essendo in grado di proseguire la propria attività, a febbraio 1997 AVM fu rilevata dallo Stato e fusa con International Communications Network (ICN), azienda già di proprietà pubblica, dando vita a The Information Channel (TIC). Con questo tipo di operazione lo Stato intendeva ampliare la propria offerta didattica e di informazione realizzando un suo progetto di insegnamento a distanza. Alla fine dei propri programmi giornalieri The Information Channel trasmetteva in simulcast Wisdom Channel e CCTV News China.
A causa di continue perdite finanziarie da parte dell'azienda madre NBN, la vecchia programmazione di Trinidad and Tobago Television (TTT), il principale canale pubblico, fu trasferita su The Information Channel nel tentativo di incrementare gli ascolti, ma l'operazione non ottenne un riscontro positivo e sia il canale che NBN soffrirono ulteriori perdite, cosicché il 15 gennaio 2005 lo Stato chiuse l'intera NBN.
I locali di Morvant furono affittati al Comitato del Carnevale Nazionale e il canale fu rinominato NCC TV4 per trasmettere le celebrazioni del Carnevale che avrebbero dovuto svolgersi a febbraio di quell'anno. NCC TV4 divenne la principale vetrina delle estrazioni online delle lotterie nazionali dal 15 gennaio 2005 fino a quando il canale C-TV di Caribbean New Media Group acquisì le estrazioni nel 2009. Gli altri programmi locali che prima andavano in onda su TTT furono altrettanto passati su NCC TV4 per continuare ad essere trasmessi.
Nel 2011, sotto la gestione della Government Information Services Limited (GISL), il canale fu rinominato "Channel 4 - Our TV"; trasmetteva programmi culturali, sportivi e in generale quelli storici della TV pubblica. Ad ottobre 2015 risultava che anche GISL soffrisse di grosse perdite finanziarie e che fosse soggetta a bilanci gonfiati, illeciti e interferenze politiche. A marzo 2016 si decise dinque di sciogliere anche quest'azienda di Stato lasciando operativo il suo canale televisivo TV4. A maggio 2017 lo Stato iniziò il processo di chiusura completandolo il 30 settembre 2017. Gli archivi di GISL e dei suoi predecessori sono custoditi presso la ripristinata Trinidad and Tobago Television, ovvero TTT Limited.
Dopo la chiusura di GISL le frequenze di Channel 4 & 16 furono usate per trasmettere provvisoriamente in simulcast Parliament Channel. Il 28 agosto 2020 fu annunciato che quelle frequenze erano state assegnate al Ministero dell'istruzione e che vi sarebbe stato rilanciato un canale in occasione dell'apertura a distanza dell'anno accademico 2020-2021 durante la chiusura delle scuole a causa della pandemia di COVID-19. Il 2 settembre 2020 fu lanciato Education Channel, una rete televisiva con una programmazione esclusivamente di materiale didattico in diretta dalle 8,00 alle 14,00 con repliche di sera. I programmi comprendevano Open Classroom, S.E.A Time e Sesame Street Workshop ed erano rivolti agli studenti delle scuole elementari. Tra le materie erano presenti matematica, scienze, arte, inglese, spagnolo, musica, teatro, arti visive e performative, informatica e comunicazione, e agricoltura.

## Principali programmi
- Good Morning T&T, contenitore mattutino
- Play Whe
- Lottery Classic
- Cash Pot

### Notizie e attualità
- Come AVM il canale offriva quotidianamente notiziari locali alle 6,00, alle 12,00, alle 19,00 e alle 23,00 e il notiziario internazionale di PBS NewsHour alle 22,00.
- Come The Information Channel proponeva un telegiornale alle 19,00, finché non passò a trasmettere in simulcast il popolare notiziario serale Panorama di TTT per tagliare i costi. Il notiziario internazionale di PBS alle 22,00 continuò insieme al News Journal di Deutsche Welle, di sera, fino alla chiusura di TIC nel 2005.
- Come NCC-TV offriva originariamente un telegiornale due volte al giorno tranne il fine settimana, alle 6,00 e alle 18,30. * Come GISL trasmetteva in simulcast il notiziario serale delle 19,00 e Good Morning T&T di C-TV durante la settimana.